# Az erdő kapitánya
Az erdő kapitánya 1988-ban bemutatott, antropomorf tulajdonságokkal rendelkező állatokat felvonultató magyar rajzfilm, amely nagy hangsúlyt fektet a környezetvédelem fontosságára. Az animációs játékfilm rendezője Dargay Attila, producere Sárosi István. A forgatókönyvet Dargay Attila, Imre István és Nepp József írta, a zenéjét Pethő Zsolt szerezte. A mozifilm a Pannónia Filmstúdió gyártásában készült, a Helikon Film forgalmazásában jelent meg. Műfaja bűnügyi filmvígjáték.
Magyarországon 1988. február 18-án mutatták be a mozikban. A nagy sikert aratott 1981-es Vuk és 1986-os Macskafogó stílusában készült rajzfilmet a Nemzeti Filmintézet – Filmarchívum 2022-ben restaurálta.

## Cselekmény
A kicsiny rendőrőrs nagy gondban van: hosszú ideje sikertelenül próbálják meg elkapni a bűnözőzsenit, Zérót. Ezúttal azonban úgy tűnik, sikerük lesz: az Elefánt fedőnevű Góliát ügynököt sikerül Zéró egyik meglehetősen ostoba embere, Piroska bundájában elrejteni. A tengeribeteg bolha azonban egy pohár borba ejtett adóvevője helyett némileg becsípve telefonon próbálja meg felvenni a kapcsolatot a kapitánysággal. Csak kevés használható információt tudott meg, és még kevesebbet tud átadni – már csak azért is, mert Zéró észreveszi. Annyi mindenesetre kiderül, hogy a bűnöző elterelő akcióra készül, míg a fő célpont a Kerek Erdő lesz.
A kapitány úgy dönt, hogy leköltözik az erdőre, nyugdíjasnak kiadva magát. Ede tizedes közben – miután egy sikertelen akciót hajtott végre – a postán hazaküldött Góliáttól szerzett információk birtokában letartóztatja Piroskát, és kiszabadítja az elterelésként elrabolt opera-énekesnőt és tudóst. Zéró azonban, mint mindig, elmenekül.
A Kerek Erdő autonóm terület, külön tanáccsal és elnökséggel. Az elnökasszony unokája, a kis Dorka bizalmát elnyerő kapitány Dini, a denevér ajánlásával ideiglenes engedélyt kap a letelepedésre, de nem hagyhatja el a számára kijelölt parányi szigetet. A tavacska partján, a sziget közelében lakik három kisstílű bűnöző: Szarka Szaniszló, Sikló Simi és Varangy Vanda. Egyszer csak repülő szerkezetével megérkezik hozzájuk Zéró, aki korábban is itt keresett menedéket nagyobb akciók után. Terve az, hogy eladja az erdőt, ennek érdekében el akarja nyerni az elnöki tisztet. Erre jogosult is lenne – vadmacskaként be van jelentve, tehát választható, de az ügy sürgős. Miután három ügyefogyott segítője sikertelenül próbál leszámolni a kapitánnyal, elrabolja Dorkát és az elnökasszonyt, hogy utóbbi álruhájában eladhassa az erdőt a hódoknak fakitermelésre. Balszerencséjére ekkor közbelép a kapitány, aki Edével és Góliáttal kiegészülve megmenti a medvéket, és letartóztatja a gonosztevőt. A történet végén az idős rendőr a végleges letelepedés mellett dönt.

## Alkotók
- Rendező, látvány- és figuratervező: Dargay Attila
- Írta: Dargay Attila, Imre István, Nepp József
- Dramaturg: Bartók István
- Zeneszerző és zenei rendező: Pethő Zsolt
- Dalszöveg: Hévizi Gábor
- Karmester: Hidas Frigyes
- Operatőr: Henrik Irén, Losonczy Árpád[2]
- Hangmérnök: Bársony Péter
- Hangasszisztens: Zsebényi Béla
- Effekt: Gelléri István
- Vágó: Hap Magda
- Vágóasszisztens: Völler Ágnes
- Negatívvágó: Tóth Zsuzsa
- Háttér: N. Csathó Gizella[3]
- Mozdulattervezők: Bánki Katalin, Éber Magda, Jenkovszky Iván, Kukányi Imre, Madarász Zoltán, Nyírő Erzsébet, Pichler Gábor, Schibik József, Szalay Edit, Zsilli Mária
- Rajzolták: Csóka Melinda, Erdélyi Szilvia, Farkas Balázs, Gregán Gizella, Hegyi Zsuzsa, Jehoda Magdolna, Kálmán Klára, Korda Éva, Könyves Tóth Antoinette, Kuzma Istvánné, Mészáros Márta, Orosz Adél, Patrovits Tamás, Papp Miklós, Szabados István, Seregi Katalin, Szalay András, Vígh Jánosné, Wágner Judit, Zana János, Zsebényi Mária
- Kihúzók és kifestők: Balla Gábor, Bangó Gabriella, Böszörményi Tünde, Dobanovacski Katalin, Kocsis Erika, Kóczán Andrea, Körmöci Judit, Kövér Edina, Máté Mária, Nagy Erika, Siba Andrea, Szabó Judit, Szabó Istvánné, Szalay Zsuzsanna, Vadász Annamária
- Xerox- és kifestőellenőr: Frei Erika, Gonzáles Mariann, Molnár Józsefné, Udvarnoki Józsefné, Zsolnai Ágnes
- A rendező munkatársai: Bíró Erna, Hegymegi Pál
- Rendezőasszisztens: Gyarmathy Ildikó
- Színes technika: Balog Éva
- Gyártásvezető: Auguszt Olga[3]
- Produkciós vezető: Sárosi István

- A laboratóriumi munkák a Magyar Filmlaboratórium Vállalatnál készültek
- Készítette a Pannónia Filmstúdió[2][3]

## Szereplők
| Szereplő                        | Hang             | Faj       |
| ------------------------------- | ---------------- | --------- |
| Kapitány                        | Csákányi László  | kutya     |
| Eleméri Ede tizedes             | Gálvölgyi János  | egér      |
| Zéró                            | Székhelyi József | macska    |
| Piroska                         | Miklósy György   | macska    |
| Góliát                          | Mikó István      | bolha     |
| Megkülönböztető Jelzés          | Horesnyi László  | bagoly    |
| Kerek Erdő portása              | Komlós András    | sündisznó |
| Dorka                           | Simorjay Emese   | medve     |
| Erdő elnökasszonya              | Tábori Nóra      | medve     |
| Dini                            | Harkányi Endre   | denevér   |
| Sikló Simi                      | Benedek Miklós   | kígyó     |
| Szarka Szaniszló                | Usztics Mátyás   | szarka    |
| Varangy Vanda                   | Czigány Judit    | béka      |
| Arara professzor                | Zenthe Ferenc    | kakadu    |
| Pimpike                         | Márton András    | farkas    |
| Diszpécser                      | Rátonyi Róbert   | ?         |
| Fakitermelő Vállalat igazgatója | Fillár István    | hód       |

## Televíziós megjelenések
- HBO, Duna TV, RTL Klub, M1, SATeLIT, Filmmúzeum, Minimax, M2 (korábban), Mozi+, Kiwi TV / TV2 Kids, Super TV2, Moziverzum
- M2 (később), Magyar Mozi TV
- TV2, Moziklub